# Jancsó Benedek
Nagynyújtódi Jancsó Benedek (Gelence, 1854. november 19. – Budapest, 1930. június 27.) magyar pedagógus, publicista, a Magyar Tudományos Akadémia levelező tagja (1916). Az állami és egyházi iskolahálózaton kívüli szabadoktatás népszerűsítője és megszervezője volt, de életművének hangsúlyosabb vonulatát alkotja kisebbségpolitikai és nemzetiségtörténeti szakírói tevékenysége.

## Életútja
Csíksomlyón és Kolozsváron végzett gimnáziumot, majd felsőfokú tanulmányait a kolozsvári és a bécsi egyetemen végezte, végül doktori oklevelét 1878-ban Kolozsváron szerezte meg. 1878–1880-ban a pancsovai, 1880–1887-ben az aradi főreáliskola magyartanára volt, majd Budapestre költözött. 1887 és 1892 között a II. kerületi állami főreáliskolában oktatott, majd fél évig tartó körutat tett Romániában, amelynek során az ország oktatásügyi és műveltségi helyzetét tanulmányozta. Visszatérését követően, 1893-tól az I. kerületi királyi katolikus gimnázium tanára lett, egyúttal az 1893/1894-es tanévben az iskola igazgatói posztját is betöltötte. 1895-ben a tanítással rövid időre szakítva, a Bánffy-kormány alatt a miniszterelnökség nemzetiségi ügyosztályának tisztviselője lett, egészen 1899-ig, de már 1897-től ismét tanított, ezúttal a VI. kerületi főreáliskolában.
1907-ben végleg felhagyott a tanítással, s az oktatásügy fejlesztésének szentelte magát, a vallás- és közoktatásügyi minisztérium tisztviselője lett. 1908-tól a szabadoktatás ügyeinek intézésével bízták meg, s 1911–1919-ben az általa szervezett Országos Szabadoktatási Tanács ügyvezető alelnökeként tevékenykedett. Időközben, 1917–1918-ban a bukaresti osztrák–magyar katonai parancsnokság nemzetiségügyi előadója volt. 1922-től a szegedi Ferenc József Tudományegyetem tiszteletbeli nyilvános rendes tanárává nevezték ki.

## Munkássága
Pedagógusként az állami és egyházi iskolák keretein kívül zajló magyar nyelvű szabadoktatás, a népakadémiai és népfőiskolai tanfolyamokon folyó felnőttoktatás, valamint a népművelő ismeretterjesztő előadások ügyének harcos szószólója és szervezője volt. Olyan pedagógiai, neveléselméleti és oktatáspolitikai szakfolyóiratok alapító szerkesztőjeként ismert, mint a Középiskolai Szemle (1882–1887, Antolik Károllyal és Spitkó Lajossal), valamint az Egyetemes Közoktatásügyi Szemle (1889–1893, Balássy Dénessel). 1888-ban a budapesti Tanulók Olvasó Tárát szerkesztette Boros Gáborral.
Történészként az 1890-es évektől foglalkoztatták a Kárpát-medence nemzetiségi és Magyarország kisebbségpolitikai kérdései. Különösen a magyarországi (erdélyi) román kisebbség népességtörténete és politikai-ideológiai mozgalmai (pl. dák–római folytonosság elmélete, román irredentizmus, Nagy-Románia eszméje) terén képezte magát szakértővé, s a Budapesti Hírlapban vagy a Magyar Szemlében, illetve önálló kötetekben megjelent publicisztikái java része is e tárgykört járta körül. Ezekben általában az erdélyi románság törekvéseinek lehetséges következményeire, s a leszűrt következtetéseken keresztül valamennyi nemzetiség térnyerésével járó veszélyekre figyelmeztetett. Az 1890-es években részt vett az Arad vármegye és Arad szabad királyi város monographiája című kiadvány szerkesztői munkálataiban, amelynek néprajzi vonatkozású fejezeteit ő maga írta.
Pályája elején irodalom- és nyelvtörténeti kérdések is foglalkoztatták, több népszerű kiadványa és közleménye jelent meg e témákban is (pl. Szenczi Molnár Albert, Kölcsey Ferenc, Fábián Gábor és Petőfi Sándor).

## Társasági tagságai és elismerései
1916. május 4-én a Magyar Tudományos Akadémia levelező tagjai közé választották, emellett a Székely Nemzeti Tanács elnöke, a Magyar Társadalomtudományi Egyesület igazgatója, valamint 1916-tól a Magyar Paedagogiai Társaság tiszteleti tagja volt. 1905-től haláláig látta el az Országos Középiskolai Tanáregyesület alelnöki tisztét.

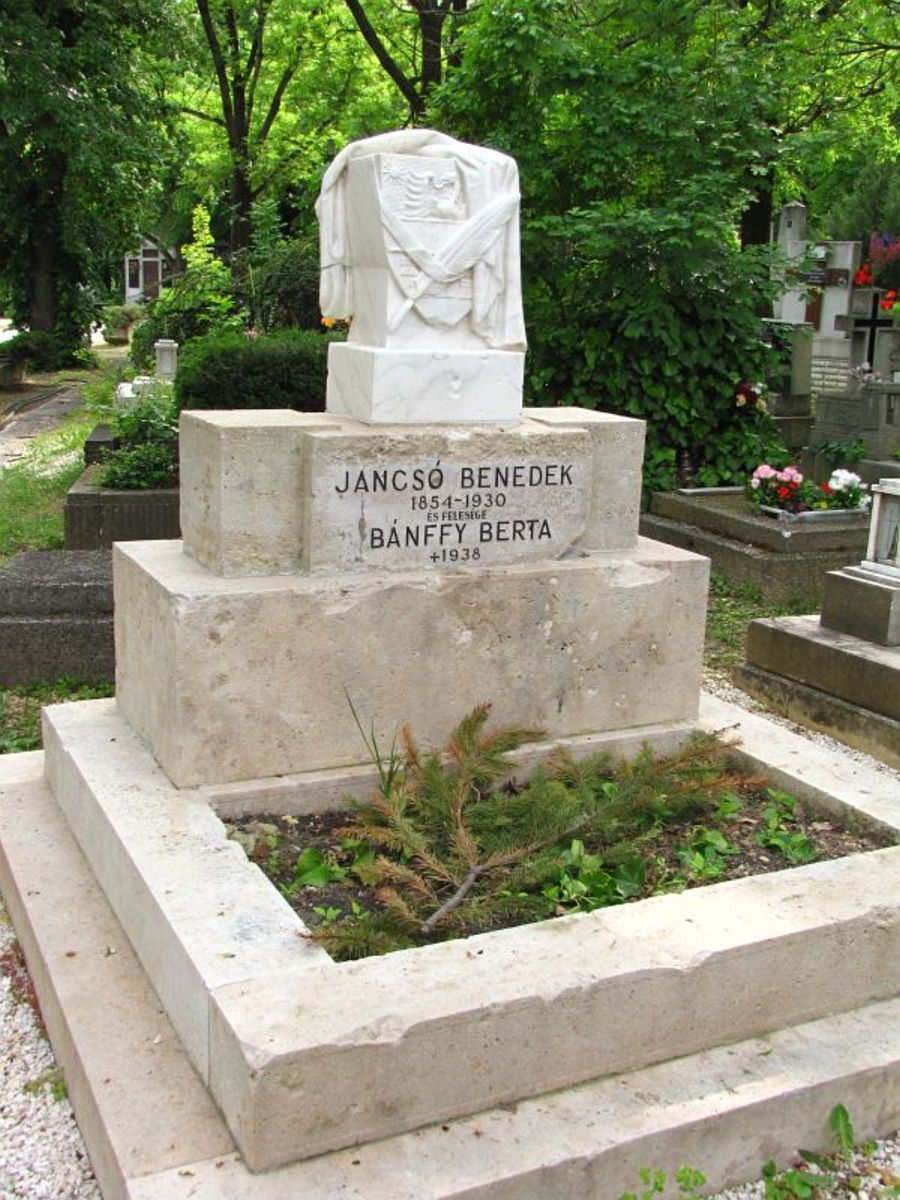
Sírja a Farkasréti temetőben (42-1-70/71)

## Főbb művei
- Szenczi Molnár Albert: Nyelv- és irodalomtörténeti tanulmány, Kolozsvár, 1878.
- Magyar nyelvtudomány-történeti tanulmányok a XVI. és XVII. századból, Budapest, 1880.
- Kölcsey Ferencz élete és művei, Budapest, 1885.
- Fábián Gábor élete és irodalmi működése, Arad, 1885.
- A Daco Romanizmus és a magyar kulturpolitika, Budapest, 1893.
- Középiskoláink reformja, Budapest, 1891.
- Román politikai és történelmi tanulmányok, Budapest, 1894.
- Szabadságharczunk és a dákoromán törekvések, Budapest, 1895.
- Bánffy Dezső nemzetiségi politikája, Budapest, 1895.
- A román nemzetiségi törekvések története és jelenlegi állapota, I–II. köt., Budapest, 1896–1899. archive.org
- A román parasztság helyzete, Budapest, 1901.
- Erdély és a nagyromán aspirációk, Budapest, 1918.
- Defensio nationis Hungaricae. Fellebbezés az emberiség elfogulatlanul gondolkozó tudományos közvéleményének ítélőszékéhez. Budapest, 1920. Online
- A székelyek, Budapest, 1921.
- The Transylvanian Question, London-New York-Budapest, 1921. (Ajtay Józseffel és Kovács Alajossal.) Online
- Hungary and Roumania, London-New York-Budapest, 1921. Online
- A román irredentista mozgalmak története, Budapest, 1922.
- Erdély története, Kolozsvár, 1923. (Ladihay Vince álnéven.)
- Az elszakított magyarság közoktatásügye, Budapest, 1927.

## További irodalom
- Jancsó Benedek emlékkönyv, szerk. Asztalos Miklós, Budapest, 1931.
- Rugonfalvi Kiss István, Jancsó Benedek emlékezete, Debrecen, 1931.
- Jancsó Benedek emlékezete, Jancsó Alapítvány, Budapest, 2011.